# Жозе Альберту Кошта
Жозе Альберту Кошта (порт. José Alberto Costa, нар. 31 жовтня 1953, Порту) — португальський футболіст, що грав на позиції нападника, а також футбольний тренер.
15 з 16 сезонів своєї кар'єри провів у Прімейрі в складі чотирьох команд, де зіграв 301 гру та забив 37 голів. Згодом він розпочав довгу тренерську кар'єру.

## Клубна кар'єра
Кошта народилася в Порту, але на дорослому рівні дебютував 1971 року у клубі «Академіка» (Коїмбра), зігравши 12 ігор у першому сезоні, але не врятував команду від вильоту. Наступного сезону він зіграв 18 матчів та забив 2 голи і допоміг команді повернутсь назад в еліту, де і виступав з командою до 1978 року. Також провів частину 1977 року на правах оренди «Рочестер Лансерс» у Північноамериканській футбольній лізі, де зіграв у восьми матчах і забив один гол.
Забивши 10 голів у сезоні 1977/78, Кошта підписав контракт з «Порту», де сформував грізне атакуючу тріо з Фернанду Гомішем та Антюніо Олівейрою, здобувши з командою шість титулів, в тому числі два національних чемпіонати, а також був визнаний португальським футболістом року в 1979 році. Виходив на заміну у фіналі Кубку кубків УЄФА 1983/84, де його клуб програв «Ювентусу» в Базелі.
1980 року Кошта у групі з 15 гравців був також залучений у внутрішній конфлікт, в результаті якого було звільнено головного тренера Хосе Марію Педроту і спортивного директора Хорхе Нуну Пінту да Кошту. Тим не менше Кошта залишався в команді ще п'ять сезонів, але після появи Верменлінью та 17-річного Паулу Футре, він втратив важливість в команді, з'явившись лише у п'яти матчах команди в чемпіонському сезоні 1984/85 років.
1985 року перейшов у «Віторія» (Гімарайнш), допомігши клубу посісти четверте місце і отримати право участі у Кубку УЄФА. Проте наступний сезон Жозе провів у «Марітіму», після чого закінчив ігрову кар'єру.

## Виступи за збірну
Дебютував 8 березня 1978 року в офіційних матчах у складі національної збірної Португалії в товариській грі з Францією в Парижі. 20 вересня того ж року забив перший і єдиний гол за збірну у ворота збірної США. 28 жовтня 1983 року зіграв останній матч за збірну проти Польщі (1:0). У формі головної команди країни зіграв 24 матчі і забив 1 гол.

## Тренерська кар'єра
Після виходу на пенсію, Жозе мав міцну академічну освіту (він закінчив Коїмбрський університет) і розпочав тренерську кар'єру. 1989 року він недовго попрацював помічником Жуки в збірній Португалії. Його перший головний досвід тренера був з колишньою командою «Академіка» (Коїмбра) у другому дивізіоні, де він провів один сезон.
Потім керував молодіжною збірною Португалії, а також допомагав наступному тренеру національної збірної Карлушу Кейрошу. Згодом як асистент Кейроша він працював у «Спортінгу» (Лісабон) та японському клубі «Нагоя Грампус», а також збірній Об'єднаних Арабських Еміратів.
Наприкінці 1990-х років він повернувся до роботи головним тренером, послідовно керуючи «Фамаліканом» (другий дивізіон), «Візелою» (третій дивізіон), «Варзіном» (перший дивізіон) і «Шавешем» (другий дивізіон).
У 2005 році Кошта поїхав до в США, де працював технічним директором футбольної академії USA Seventeen Soccer Academy в Санта-Кларі, Каліфорнія. У липні 2008 року він знову повернувся до роботи з Кейрошом, коли він приєднався до складу скаутського департаменту національної збірної Португалії, а з наступного року став його асистентом, поїхавши в такому статусі на чемпіонат світу 2010 року.
У листопаді 2011 року Кошта був призначений головним тренером іранського клубу «Санат Нафт» до кінця сезону. У травні 2012 року, після досягнення хороших результатів, його контракт був продовжений ще на один рік, але врешті-решт він пішов в відставку зі своєї посади в кінці того року.

## Статистика
| Збірна Португалії | Збірна Португалії | Збірна Португалії |
| Роки              | Ігри              | голи              |
| ----------------- | ----------------- | ----------------- |
| 1978              | 5                 | 1                 |
| 1979              | 3                 | 0                 |
| 1980              | 4                 | 0                 |
| 1981              | 7                 | 0                 |
| 1982              | 1                 | 0                 |
| 1983              | 4                 | 0                 |
| Усього            | 24                | 1                 |

## Досягнення
- Чемпіон Португалії (2): 1978–1979, 1984–1985
- Володар кубка Португалії (1): 1983-84
- Володар Суперкубка Португалії (3): 1981, 1983, 1984
- Футболіст року в Португалії: 1979